# (18632) Danielsson
(18632) Danielsson ist ein im äußeren Hauptgürtel gelegener Asteroid. Er wurde am 28. Februar 1998 vom schwedischen Astronomen Claes-Ingvar Lagerkvist am La-Silla-Observatorium der Europäischen Südsternwarte in Chile (IAU-Code 809) entdeckt. Sichtungen des Asteroiden hatte es vorher schon gegeben: am 17. und 18. Oktober 1985 unter der vorläufigen Bezeichnung 1985 UY2 am französischen Observatoire de Calern sowie am 17., 18. und 23. März 1993 schon einmal am La-Silla-Observatorium (1993 FD11).
Der mittlere Durchmesser von (18632) Danielsson wurde mithilfe des Wide-Field Infrared Survey Explorers (WISE) mit 6,927 (±0,236) km berechnet. Die berechnete Albedo von 0,070 (±0,007) lässt auf eine dunkle Oberfläche schließen. Die Rotationsperiode des Asteroiden wurde 2009 und 2021 von Brian D. Warner untersucht, sowie 2015 von Adam Waszczak, Chan-Kao Chang, Eran Ofek et al., die Lichtkurven reichten jedoch nicht zu einer Bestimmung aus.
(18632) Danielsson wurde am 5. Oktober 2017 nach der schwedischen Dansband-, Pop- und Country-Sängerin Kikki Danielsson (* 1954) benannt.